# Challenger Pro League
Challenger Pro League (trước đây là 1B Pro League) là giải đấu cao thứ hai trong hệ thống các giải bóng đá Bỉ, kém một bậc so với Pro League. Giải được Hiệp hội bóng đá Hoàng gia Bỉ thành lập vào năm 2016, thay thế Giải hạng hai Bỉ. Từ mùa giải 2016–17 cho đến 2019–20, giải đấu được đặt tên là Proximus League, theo tên nhà tài trợ chính Proximus.